# Hyderabad (Pakistan)
Hyderabad (Urdu/Hindi: حيدر آباد) is een stad in de provincie Sindh in Pakistan. Hyderabad ligt aan de rivier Indus. In 2006 had de stad een inwoneraantal van 1.447.275. De stad ligt ongeveer 150 kilometer van Karachi.
Vroeger heette de stad ook wel Neroon Kot en stond bekend als het Parijs van India, het staat bekend als de parfumstad. Hyderabad staat bekend als een tolerante stad, het bisdom van de Kerk van Pakistan heeft hier ook een zetel. Ongeveer 2% van de bevolking is christen.

## Galerij

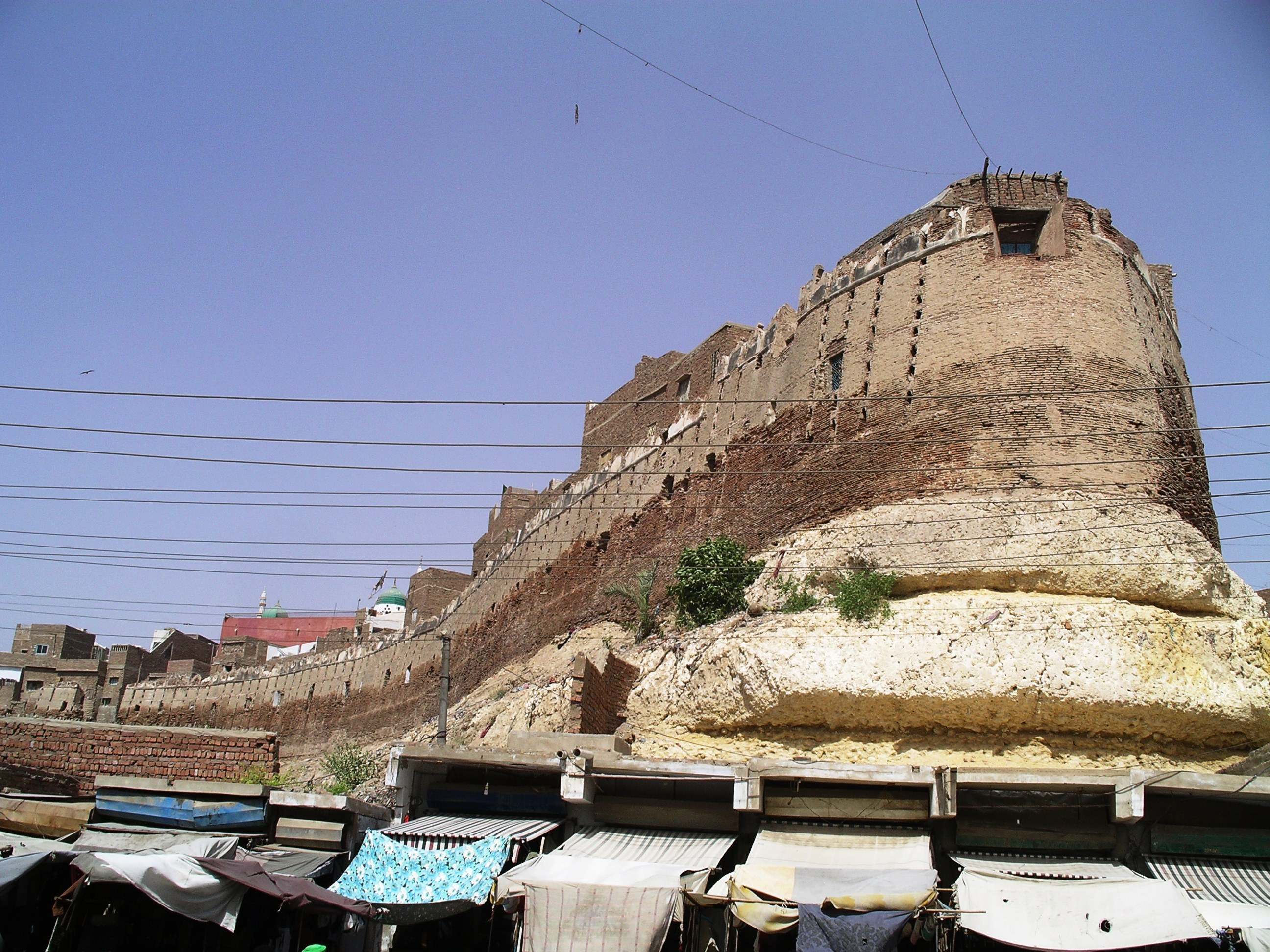
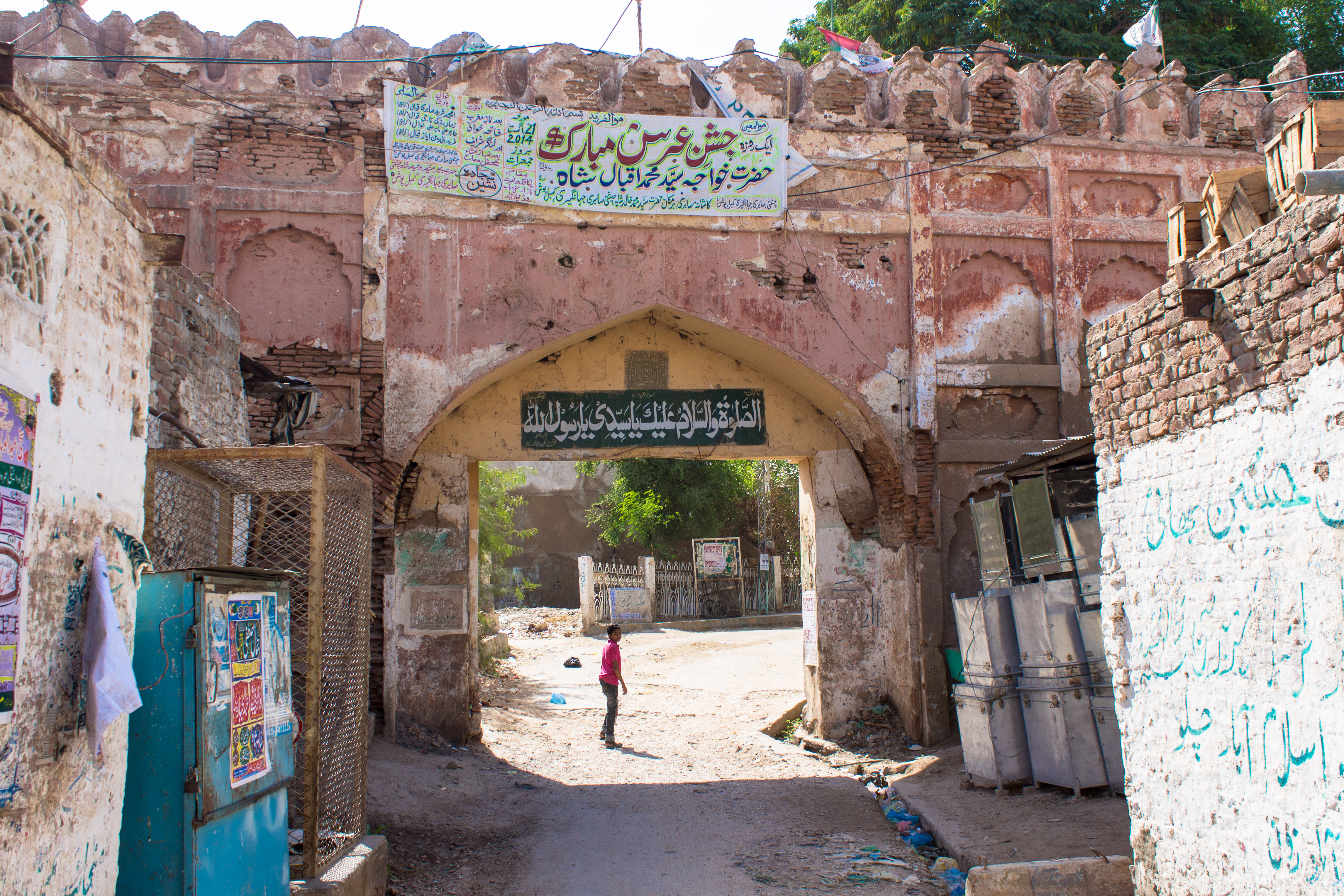
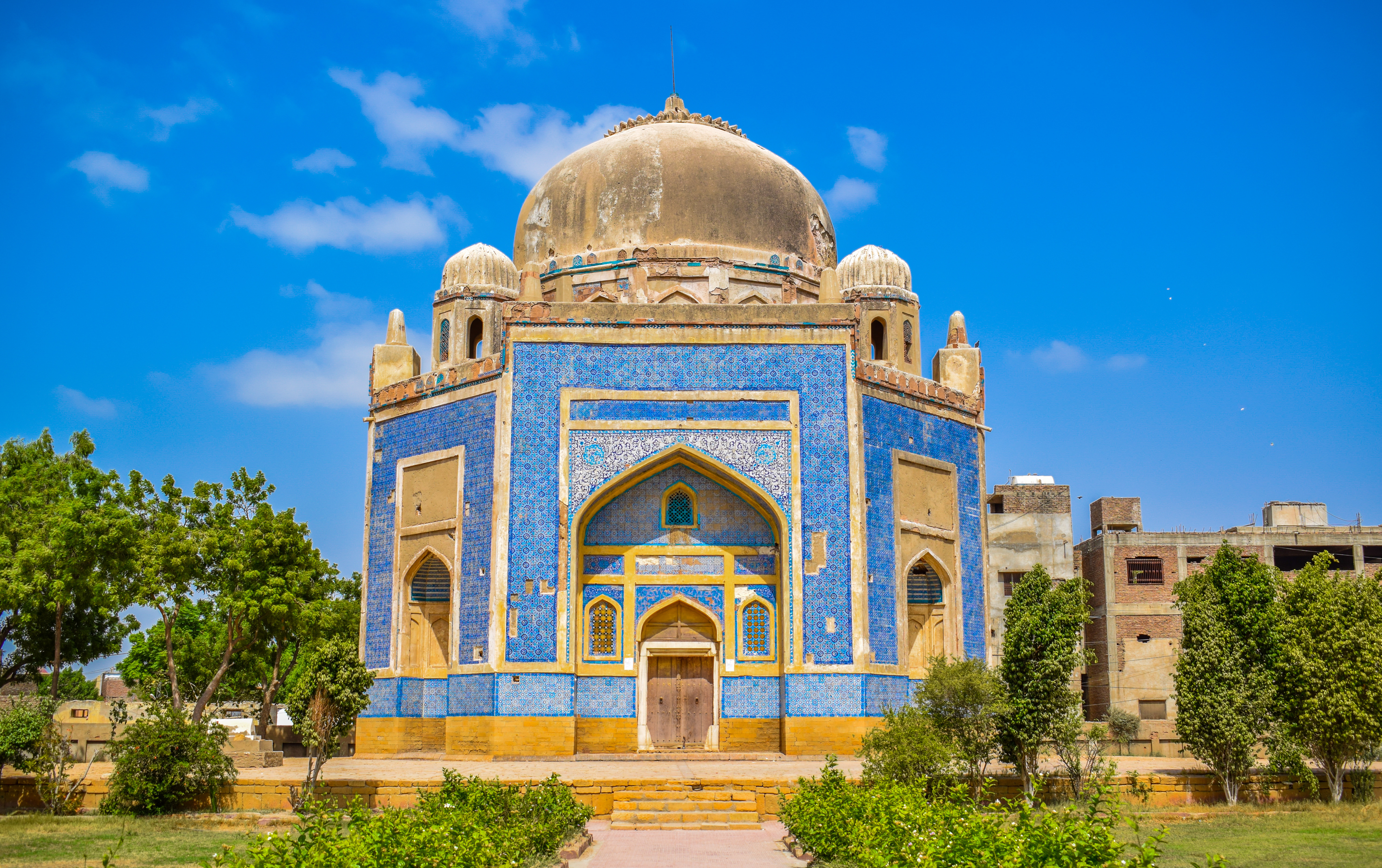